# Eber Aquino
Eber Aquino Gaona (Fernando de la Mora, Paraguay, 22 de agosto de 1979) es un árbitro internacional de fútbol paraguayo, que posee dicha categoría desde 2016.

## Trayectoria
Aquino desde su adolescencia buscaba hacerse espacio en el mundo del fútbol, donde a fines de los años 90, le exigieron decidir entre "trabajar o jugar". Sin embargo, una rotura de ligamentos cruzados le impidieron desempeñarse como futbolista, lo cual inclinó definitivamente la balanza. Posteriormente su suegro le hizo una invitación para comenzar a arbitrar, lo que le pareció buena idea a Aquino. En 1999 Aquino comenzó a estudiar en la Asociación Paraguaya de Fútbol para desempeñarse como árbitro profesional.
Ya en 2010 a los 31 años, debutó en la Primera División de Paraguay como árbitro profesional, en un encuentro entre Rubio Ñu y Sportivo Trinidense el 27 de noviembre, partido válido por el Torneo Clausura 2010. Después solo arbitraría un encuentro en 2011 y a partir de 2015 comenzó a arbitrar de manera más regular.
Su primera experiencia en torneos Conmebol fue en el Campeonato Sudamericano de Fútbol Sub-15 de 2015, en un partido entre Chile y Uruguay. A nivel de clubes, fue en la Copa Sudamericana 2016, en un partido de la primera fase entre Universidad de Concepción de Chile y Bolívar de Bolivia.